# Маузолеј Милана Растислава Штефаника
Маузолеј Милана Растислава Штефаника се налази на врху брда Брадло у Мијавском горју код града Мијава.

## Положај
Маузолеј се налази на врху брда Брандло које доминира својом надморском висином 543. м на путу између града Брезова под Брадлом и Кошарискама у катастарској општини Прјепасње.

## Историја
Генерал Штефаник трагично је погинуо 4. маја 1919. приликом авионске хаварије и после недељу дана је био сахрањен скупа са италијанском посадом авиона поред његових родних Кошариска на Брадлу. После пет година био је положен камен темељац споменика који је пројектовао Душан Јуркович. Маузолеј је био завршен 1928. године. Цео споменик је био рестаурисан 1995- 1996. у став који он заслужује.

## Приступ
Из града Брезова под Брадлом води асфалтирани пут све до споменика где се налази паркинг простор.